# 구례 외산리 하연유적비
구례 외산리 하연유적비(求禮 外山里 河演遺蹟碑)는 대한민국 전라남도 구례군 산동면에 있는 조선시대의 비석이다. 2010년 5월 27일 전라남도의 문화재자료 제276호로 지정되었다.

## 개요
하연유적비가 있는 용소 계곡은 덕유산에서 지리산으로 이어지는 백두대간 가운데 구례군 산동면 만복대를 중심으로 남서쪽으로 펼쳐진 분지의 협곡에 있다. 섬진강 지류인 서시천 상류 이른바 ‘산동분지’ 물목이 되어 ‘용소(龍)’라 부르는 경관지이다. 이 비는 《경재 하상공 석애시 이각비》(敬齋 河相公 石崖詩移刻碑) 라는 명칭으로 1811년에 건립되었지만, 조선시대 초기의 역사와 인물, 그리고 설화 현장의 기록을 담고 있다. 1421년에 전라도 관찰사로 부임한 경재 하연(河演, 1376-1453)이 남원부 중방현사에서 잠을 자는 사이 현몽한 노옹과 잉어, 용에 관한 내용이다. 그리고 원래 바위면에 새겼던 시를 비석에 옮겨 새기면서 그 내력과 원운시, 차운시도 함께 기록하고 있다. 다분히 신이한 기록이기도 하지만, 경관이 뛰어난 지역을 중심으로 문인들의 교류활동이 설화형태로 나타나는 점에서 특이하다.
경관과 인문활동이 어울어진 문화경관지구로서 조선초기의 실존인물과 관련되고 후대로 이어지면서 기록이 이어진다는 점, 설화의 형태가 역사기록을 통해서 확인된다는 점, 그리고 원운시와 차운시를 통해서 문학정신이 면면히 이어지고 있다는 점에서 역사적 학술적 가치가 있다. 다만, 비석의 건립연대가 오래되지 않았고 비의 형태도 일반적인 비라는 점에서 문화재자료로 지정하여 보존할만하다.
하연유적비 맞은 편에는 운흥정이 있다.

## 같이 보기
- 하연
- 운흥정 - 전라남도 문화재자료 제31호

## 참고 자료
- 구례 외산리 하연유적비 - 국가유산청 국가유산포털